# Новограчаницкая и Среднезападноамериканская епархия
Новограча́ницкая и Среднеза́падно-Америка́нская епа́рхия (серб. Епархија новограчаничко-средњозападноамеричка, англ. Diocese of New Gracanica - Midwestern America) — епархия Сербской православной церкви на территории штатов США: Техас, Луизиана, Миссисипи, Алабама, Оклахома, Арканзас, Теннеси, Канзас, Кентукки, Миссури, Индиана, Иллинойс, Небраска, Айова, Мичиган, Висконсин, Миннесота, Северная Дакота и Южная Дакота.

## История
В 1963 году решением Архиерейского Собора Сербской Православной Церкви единая Американская и Канадская епархия была разделена на три самостоятельных епархии, а возглавлявший её епископ Дионисий (Миливоевич) почислен на покой. Епископ Дионисий (Миливоевич) эти решения не признал, считая, что они приняты под давлением коммунистических властей, и вместе с рядом приходов покинул Сербскую православную церковь, основав «Свободную Сербскую Православную Церковь».
Поскольку судебные тяжбы по поводу имущества были проиграны, центром «Свободной Сербской Церкви» со временем стал монастырь Новая Грачаница в деревне Тёрд-Лэйк, пригороде Чикаго, штат Иллинойс, благодаря чему сама юрисдикция стала именоваться Новограчаницкой митрополией.
В составе «Свободной Сербской Церкви» — Новограчаницкой митрополии вначале была лишь одна епархия — Американская и Канадская, — которая впоследствии оставалась первенствующей. В 1970-х оформилась также Австралийская и Новозеландская, а затем Западно-Европейская.
Падение коммунистического режима в Югославии позволило вскоре преодолеть разделение в сербской диаспоре. 15 февраля 1992 года Новограчаницкая митрополия воссоединилась с Сербским Патриархатом, при этом их административные структуры не были слиты с параллельными учреждениями Патриархата. На территории США и Канады продолжала действовать Американская и Канадская кафедра Новограчаницкой митрополии.
21 мая 2009 года решением Архиерейского Собора Сербской Православной Церкви В Америке было произведено переустройство кафедр, согласно которому параллельные епархиальные структуры были упразднены, а наименование Новограчаницкой кафедры было закреплено за епархией в пределах Среднего Запада США.
27 мая 2011 года в связи с упразднением Либертивилльской епархии, Воскресенский собор в Чикаго и принадлежащие к нему три прихода отошли к Новограчаницкой и Среднезападноамериканской епархии.

## Епископы
Американская и Канадская епархия Новограчаницкой митрополии
- Дионисий (Миливоевич) (10 ноября 1963 — 15 мая 1979)
- Ириней (Ковачевич) (15 мая 1979 — 2 февраля 1999)
- Лонгин (Крчо) (23 мая 1998 — 21 мая 2009) до 15 мая 1999 — в/у, еп. Далматинский

Новограчаницкая и Среднезападноамериканская епархия
- Лонгин (Крчо) (с 21 мая 2009)